# Консигнаційна операція
Консигнаційна операція — господарча операція суб'єкта підприємницької діяльності (консигнанта), що передбачає експорт матеріальних цінностей до складу іншого суб'єкта підприємницької діяльності (консигнатора) з дорученням реалізувати зазначені матеріальні цінності на комісійних засадах.
Підставою для розміщення товару на митних складах за договорами консигнації в Україні є митна декларація, оформлена відповідно до режиму «Митний склад». При митному оформлені товару, який продається покупцям зі складу, оформляється вантажна митна декларація відповідно до режиму «Імпорт», сплачуються всі необхідні митні платежі й товар випускається у вільне користування.